# Кавелін Костянтин Дмитрович
Кавелін Костянтин Дмитрович (4 (16) листопада 1818, Санкт-Петербург – 3 (15) травня 1885, там само) — російський історик (історик права), правознавець, автор праць з психології, соціології, публіцистичних творів; ліберал; один із співзасновників юридичної (державної, державницької) школи в російській історіографії.

## Праці
- Основные начала русского судоустройства и гражданского судопроизводства, в период времени от Уложения до Учреждения о губерниях : Рассуждение, пис. для получения степ. магистра гражд. законодательства канд. прав Константином Кавелиным. — М.: Тип. А. Семена, при Имп. Мед.-хирург. акад., 1844. — [2], III, [3], 186, III с.
- Политические призраки : Верхов. власть и адм. произвол : Один из соврем. рус. вопросов. — Berlin : B. Behr (E. Bock), 1878. — VI, 126 с.
- Права и обязанности по имуществам и обязательствам в применении к русскому законодательству : опыт систематического обозрения / К. Кавелин. — Санкт-Петербург: Тип. М. М. Стасюлевича, 1879. — XXXI, 410, XV, [1] с.
- Крестьянский вопрос. Исследование о значении у нас крестьянского дела, причинах его упадка, и мерах к поднятию сельского хозяйства и быта поселян. СПб., 1882
- Очерк юридических отношений, возникающих из семейного союза / [Соч.] К. Кавелина. — Санкт-Петербург: тип. Правительствующего сената, 1884. — 170, II с.
- Очерк юридических отношений, возникающих из наследования имущества / [Соч.] К. Кавелина. — Санкт-Петербург: тип. Правительствующего сената, 1885. — VI, 130 с.
- Собрание сочинений К. Д. Кавелина [Текст]. — Санкт-Петербург: Тип. М. М. Стасюлевича, 1897—1900.
  - Т. 1: Монографии по русской истории : [разсуждения, критическия статьи и заметки, рецензии К. Д. Кавелина] / [с портр. авт., биогр. очерком и примеч. проф. Д. А. Корсакова]. — 1897. — XXXII с., 1052 стб., III с., [1] л. портр. 
  - Т. 2: Публицистика : крестьянский вопрос, дворянство и землевладение, сельский быт и самоуправление, общественные направления и политические вопросы, воспоминания и разные статьи [разсуждения, критическия статьи и заметки К.Д. Кавелина] / с портр. авт., вступ. ст. В. Д. Спасовича и примеч. проф. Д. А. Корсакова. — 1898. — XXXII с., 1258 стб., [1] л. портр. 
  - Т. 3: Наука, философия и литература : наука и университеты на Западе и у нас, общие научно-философские вопросы, психология, этика, литература и искусство [изследования, очерки и заметки К. Д. Кавелина] / с портр. авт., вступ. ст. А. Ф. Кони и примеч. проф. Д .А. Корсакова. — 1899. — XX с., 1256 стб., [1] л. 
  - Т. 4: Этнография и правоведение : история русского права и законодательства, гражданское право и правоведение вообще, гражданское уложение [изследования, очерки и заметки К. Д. Кавелина] / с примеч. проф. Д. А. Корсакова. — 1900. — VI с., 1348 стб.
- Наши инородцы и иноверцы / Проф. К. Д. Кавелин. — [Санкт-Петербург]: Правда, 1907. — 14 с.
- К.Д. Кавелин. Наш умственный строй. Статьи по философии русской истории и культуры (39,11 п.л.). Составление, вступительная статья В.К. Кантора. Подготовка текста и примечания В.К. Кантора и О.Е. Майоровой. - М.: Правда. 1989. - 654 с.

| S: | Твори цього автора перебувають у суспільному надбанні. Ви можете допомогти проєкту, додавши їх у Вікіджерела. |